# Người Việt ở Thổ Nhĩ Kỳ
Người Việt Nam tại Thổ Nhĩ Kỳ là một trong những cộng đồng người Việt hải ngoại nhỏ nhất trên thế giới. Phần lớn người Việt tại đây sinh sống tại các thành phố lớn như Istanbul và Ankara, chủ yếu làm việc tại Đại sứ quán Việt Nam, các doanh nghiệp nhỏ, nhà hàng, hoặc làm việc trong lĩnh vực thương mại, du lịch và dịch vụ.
Mặc dù không có con số thống kê chính thức, nhưng ước tính có thể có hơn 2.000 người Việt đang sinh sống và làm việc tại Thổ Nhĩ Kỳ. Sự hiện diện của người Việt tại quốc gia Hồi giáo này còn khá khiêm tốn và chưa hình thành được các tổ chức cộng đồng lớn mạnh như ở châu Âu, Bắc Mỹ hay Úc.
Tuy vậy, người Việt tại Thổ Nhĩ Kỳ vẫn duy trì được mối liên kết văn hóa thông qua các hoạt động cộng đồng nhỏ lẻ, đặc biệt là trong các dịp lễ Tết như Tết Nguyên đán hay Quốc khánh Việt Nam. Đại sứ quán Việt Nam tại Ankara thường tổ chức các buổi gặp mặt kiều bào, là cầu nối quan trọng giúp cộng đồng người Việt giữ gìn bản sắc dân tộc và tiếp cận các dịch vụ lãnh sự khi cần thiết.
Ngoài ra, một số người Việt cũng đến Thổ Nhĩ Kỳ để học tập, trao đổi văn hóa hoặc kết hôn với người bản địa, góp phần tạo nên một mối liên kết nhân văn giữa hai dân tộc Việt Nam và Thổ Nhĩ Kỳ.